# Кінгслі (Кентуккі)
Кінгслі (англ. Kingsley) — місто (англ. city) в США, в окрузі Джефферсон штату Кентуккі. Населення — 397 осіб (2020).

## Географія
Кінгслі розташоване за координатами 38°13′19″ пн. ш. 85°40′22″ зх. д. / 38.22194° пн. ш. 85.67278° зх. д. (38.221933, -85.672657).  За даними Бюро перепису населення США в 2010 році місто мало площу 0,19 км², уся площа — суходіл.

## Демографія
Згідно з переписом 2010 року, у місті мешкала 381 особа в 173 домогосподарствах у складі 109 родин. Густота населення становила 2036 осіб/км².  Було 178 помешкань (951/км²).
Расовий склад населення:
| - 97,6 % — білих - 1,0 % — азіатів - 0,8 % — корінних американців |

До двох чи більше рас належало 0,5 %. Частка іспаномовних становила 1,6 % від усіх жителів.
За віковим діапазоном населення розподілялося таким чином: 19,2 % — особи молодші 18 років, 64,8 % — особи у віці 18—64 років, 16,0 % — особи у віці 65 років та старші. Медіана віку мешканця становила 45,9 року. На 100 осіб жіночої статі у місті припадало 93,4 чоловіків;  на 100 жінок у віці від 18 років та старших — 89,0 чоловіків також старших 18 років.
Середній дохід на одне домашнє господарство  становив 107 625 доларів США (медіана — 93 194), а середній дохід на одну сім'ю — 118 349 доларів (медіана — 95 000). Медіана доходів становила 80 625 доларів для чоловіків та 63 750 доларів для жінок. За межею бідності перебувало 0,8 % осіб, у тому числі 0,0 % дітей у віці до 18 років та 2,9 % осіб у віці 65 років та старших.
Цивільне працевлаштоване населення становило 219 осіб. Основні галузі зайнятості: освіта, охорона здоров'я та соціальна допомога — 36,5 %, науковці, спеціалісти, менеджери — 19,2 %, транспорт — 8,2 %, виробництво — 7,8 %.